# Bongo (animal)
El bongo (Tragelaphus eurycerus) és un mamífer remugant de la família dels bòvids que viu a l'Àfrica central. És un antílop gran dels boscos tropicals.
Es troba entre les majors espècies d'antílops forestals africans. Els bongos es caracteritzen per una forta capa pilosa de color marró vermellós, marques blanques i negres, ratlles grogues-blanques i banyes llargues i lleugerament en espiral. De fet, els bongos són l'únic del gènere tragelaphus en la qual els dos sexes tenen banyes ben desenvolupades. Tenen una interacció social complexa i es troben en mosaics de boscos densos africans.

## Subespècies

### Bongo occidental
El bongo occidental o de terres baixes, T. e. eurycerus, que s'enfronta a un declivi de població continuat, i el grup d'especialistes en antílops de la UICN el considera com Proper a l'amenaça (NT) a l'escala d'estat de conservació.

### Bongo oriental
El bongo oriental o de muntanya, T. e. isaaci, de Kenya, té una capa encara més vibrant que la de T. e. eurycerus. El bongo de muntanya només es troba a la natura en una regió remota del centre de Kenya. Aquest bongo està classificat pel Grup d'especialistes en antílops de la UICN com a en perill d'extinció, amb més exemplars en captivitat que a la natura.

## Taxonomia
El nom científic del bongo és Tragelaphus eurycerus, i pertany al gènere Tragelaphus i la família Bovidae. Va ser descrit per primera vegada pel naturalista irlandès William Ogilby el 1837. El nom genèric Tragelaphus es compon de dues paraules gregues: tragos, que significa cabrit; i elaphos, és a dir, cérvol. El nom específic eurycerus es va originar a partir de la fusió d'eurus (àmplia, generalitzada) i keras (banya d'un animal). El nom comú "bongo" va sorgir probablement de la llengua kele del Gabon. El primer ús conegut del nom "bongo" data del 1861. Els bongos també es classifiquen en dues subespècies: T. e. eurycerus, el bongo de les terres baixes o el bongo occidental, i la T. e. isaaci molt més rara, la de muntanya o bongo oriental, restringit només a les muntanyes de Kenya. El bongo oriental és més gran i més pesat que el bongo occidental. En algunes fonts es descriuen dues subespècies més des d'Àfrica central i occidental, però cal una clarificació taxonòmica. S'ha observat que viuen fins a 19 anys.

## Distribució i hàbitat

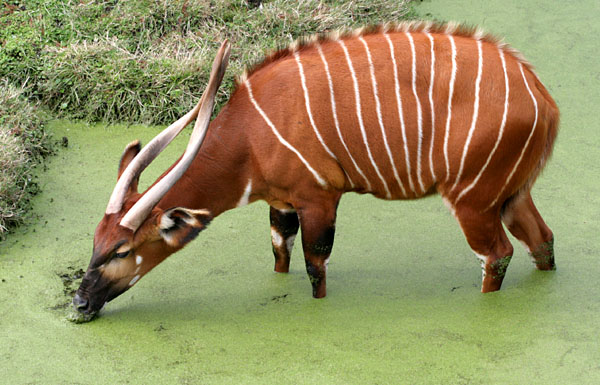
Bongo bevent en un toll del Zoo de Jacksonville

Els bongos es troben a les selves tropicals amb un sotabosc dens fins a una altitud de 4.000 metres a l'Àfrica central, amb poblacions aïllades a Kenya i en aquests països de l'Àfrica occidental: el Camerun, la República Centreafricana, la República del Congo, República Democràtica del Congo, Costa d'Ivori, Guinea Equatorial, Gabon, Ghana, Guinea, Libèria, Sierra Leone, el Sudan del Sud.
Històricament, els bongos es troben a tres parts separades d'Àfrica: l'est, el centre i l'oest. Avui en dia, les tres àrees de les poblacions s'han reduït en grandària a causa de la pèrdua de l'hàbitat per a l'agricultura i la descontrol de la fusta, així com a la caça de carn. Els Bongos afavoreixen els mosaics forestals que proporcionen una vegetació verda de baix nivell. Aquests hàbitats poden ser promoguts per una circulació intensa d'elefants, els incendis, les inundacions, la caiguda d'arbres (natural o mitjançant la tala) i el guaret. La decadència de les masses de bambú proporciona un hàbitat ideal a l'Àfrica oriental. Poden viure en boscos de bambú.

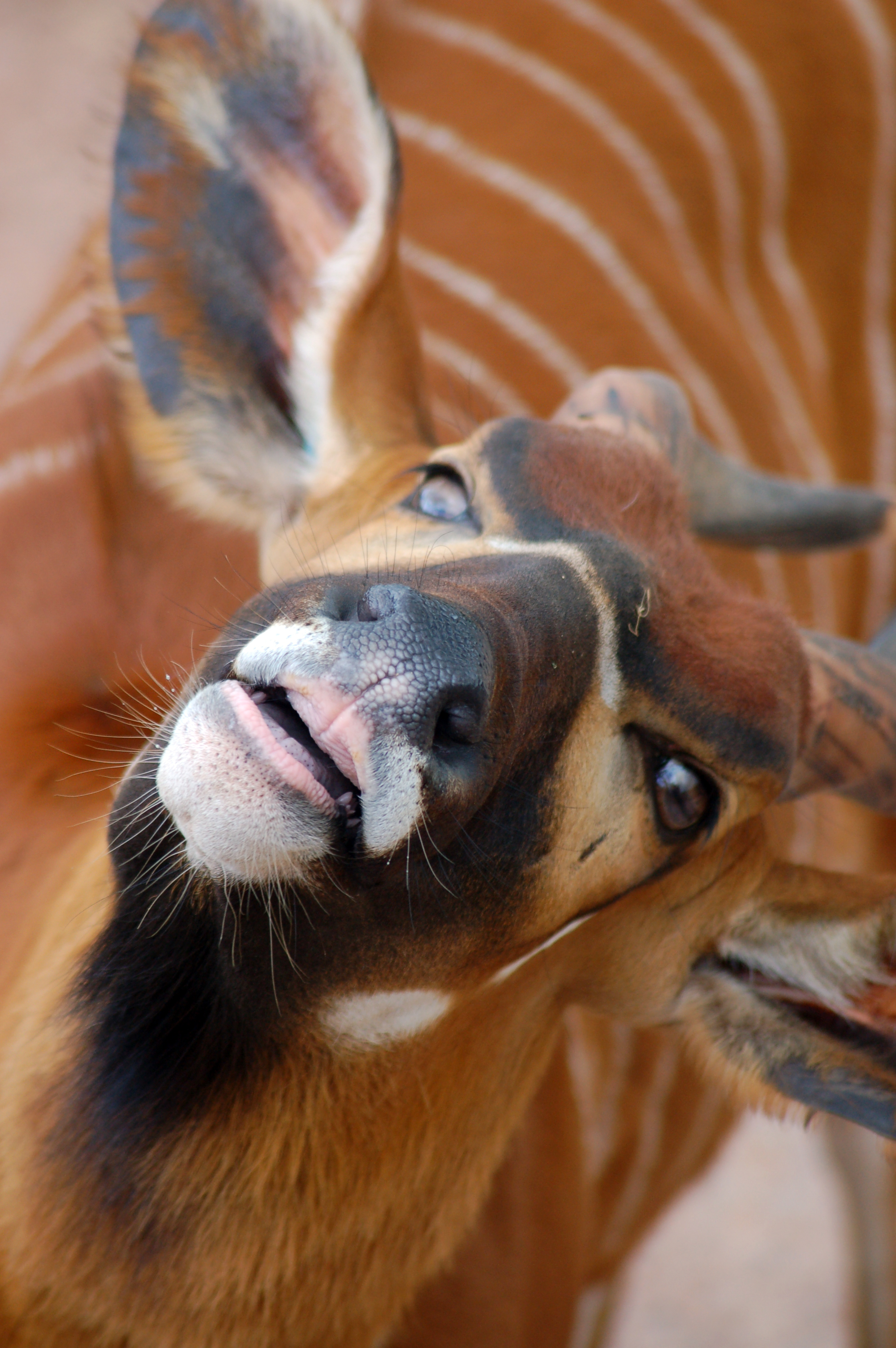
Bongo oriental, exposant la barba, llavis i morro blancs

## Descripció
- pes del mascle: 240 a 405 kg
- pes de la femella: 205 a 230 kg
- llargada del cos: 210 cm
- llargada de les banyes: en espiral
- alçada a la creu: 125 cm

Els bongos són un dels antílops forestals més grans. A més del color de castanyer profund dels seus pelatges, tenen ratlles blanques brillants als costats per ajudar-lo a camuflar-se. Els adults de tots dos sexes tenen una mida similar. L'alçada dels adults és d'aproximadament 1,1 a 1,3 m a l'espatlla i la seva longitud és de 2,15 a 3,15 m, incloent una cua de 45-65 cm. Les femelles pesen al voltant de 150–235 kg, mentre que els homes pesen al voltant de 220–405 kg. La seva gran grandària el converteix en el tercer més gran de la tribu de Bovidae, darrere tant dels elands (nom comú en anglès) i dels kudus.
Tots dos sexes tenen fortes banyes en espiral; les del mascle són més llargues i massives. Tots els bongos en captivitat provenen de les aïllades muntanyes d'Aberdare del centre de Kenya.

### Pelatge del Bongo
El bongo mostra un abric brillant o castanyer, amb el coll, el pit i les cames generalment més foscos que la resta del cos. Els abrics de bongos masculins es tornen més foscos a mesura que envelleixen fins que arriben a un color marró fosc. Els abrics de bongos femenins solen ser de colors més brillants que els homes. El bongo oriental té un color més fosc que l'occidental i això és especialment pronunciat en els mascles més vells, que tendeixen a ser de castanyer, especialment a la part anterior del cos.
La pigmentació de la capa es perd amb força facilitat. La capa llisa es marca amb 10–15 ratlles verticals de color groc blanc, esteses al llarg de la part posterior de la base del coll fins a la gropa. El nombre de ratlles de cada costat poques vegades és el mateix. També té una ratlla dorsal curta, bruna, de color marró, des de l'espatlla fins a la cua; les franges blanques entren en aquesta cresta.
Entre els ulls apareix un angle blanc i hi ha dues grans taques blanques que guarden cada galta. Es produeix una altra línia angular blanca on el coll es troba amb el pit. Les orelles de grans dimensions fan més aguda l'audició i la coloració distinta pot ajudar els bongos a identificar-se entre si en els seus foscos hàbitats forestals. Els bongos no tenen glàndules especials de secreció, de manera que depenen menys de l'olor per trobar-se mútuament que altres antílops similars. Els llavis d'un bongo són blancs, coronats amb un musell negre.

### Banyes

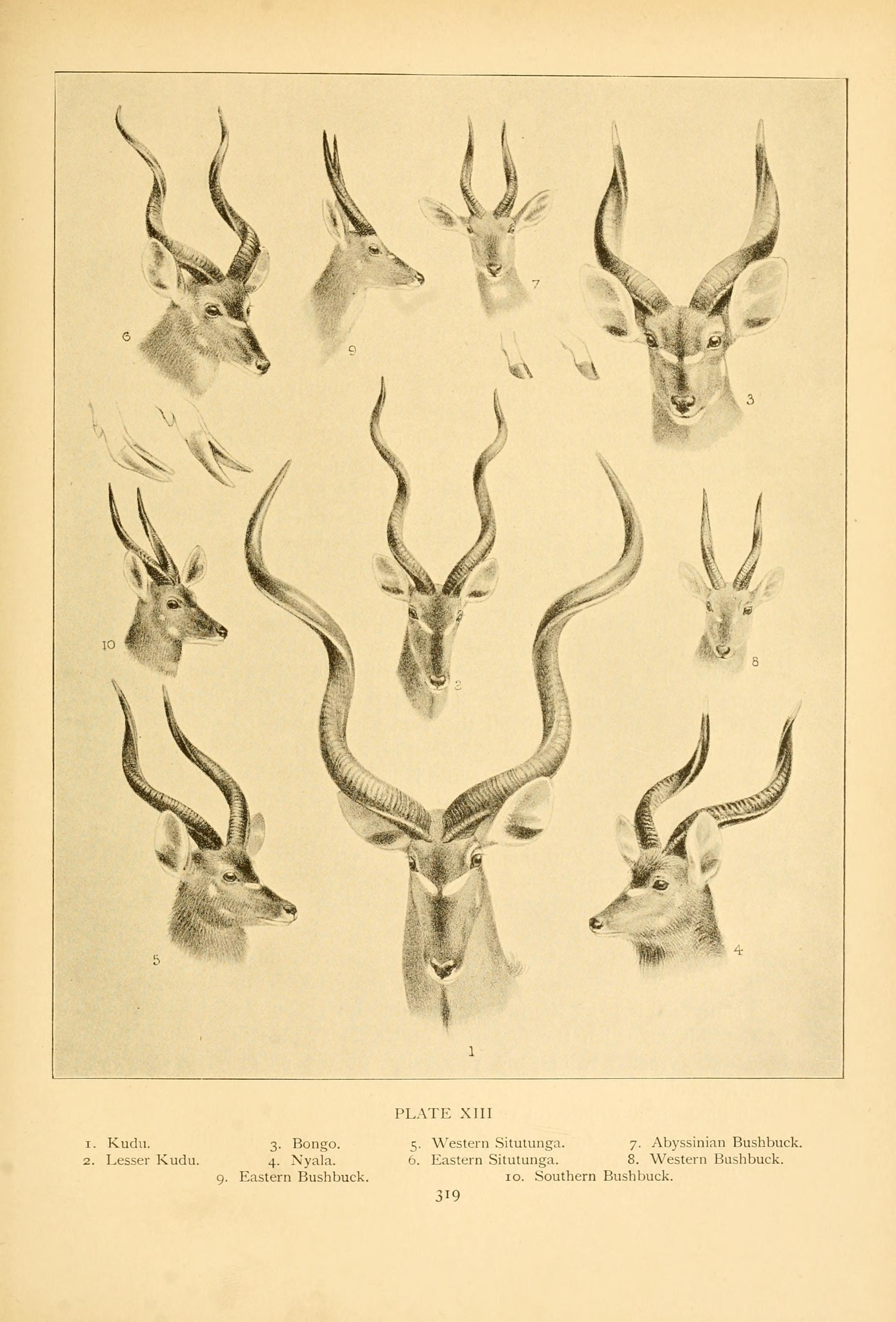
Imatge d'un llibre sobre animals africans, editat el 1908, que descriu les banyes de diferents espècies, entre les quals, el Bongo (número 3).

Els bongos tenen dues banyes gruixudes i lleugerament en espiral que s'inclinen per sobre de les seves esquenes i, igual que moltes altres espècies d'antílops, els bongos masculins i femenins tenen banyes. Els bongos són els únics tragelàfids en què ambdós sexes tenen banyes. Les banyes dels bongos tenen la forma d'una lira i tenen una semblança amb les de les espècies relacionades d'antilops de nyalas, sitatungas, bushbucks, kudus i elands. A diferència dels cérvols, que presenten banyes ramificades anualment, els bongos i altres antílops tenen banyes punxegudes que mantenen al llarg de la seva vida. Els mascles tenen unes banyes amples, mentre que les femelles tenen unes banyes més petites, més primes i paral·leles. La mida de les banyes oscil·la entre els 75 i els 99 cm. Les banyes es torcen una vegada. Com totes les altres banyes d'antílops, el nucli de la banya d'un bongo és buit i la capa externa de la banya està formada per queratina, el mateix material que constitueix les ungles humanes, les ungles dels peus i els cabells. El bongo corre amb gràcia i tota la velocitat fins i tot amb els sotaboscs més densos de les lianes, car posen les seves fortes banyes en espiral a l'esquena, de manera que la cortina vegetal no pot impedir l'avançament. Els bongos són caçats per les seves banyes per humans.

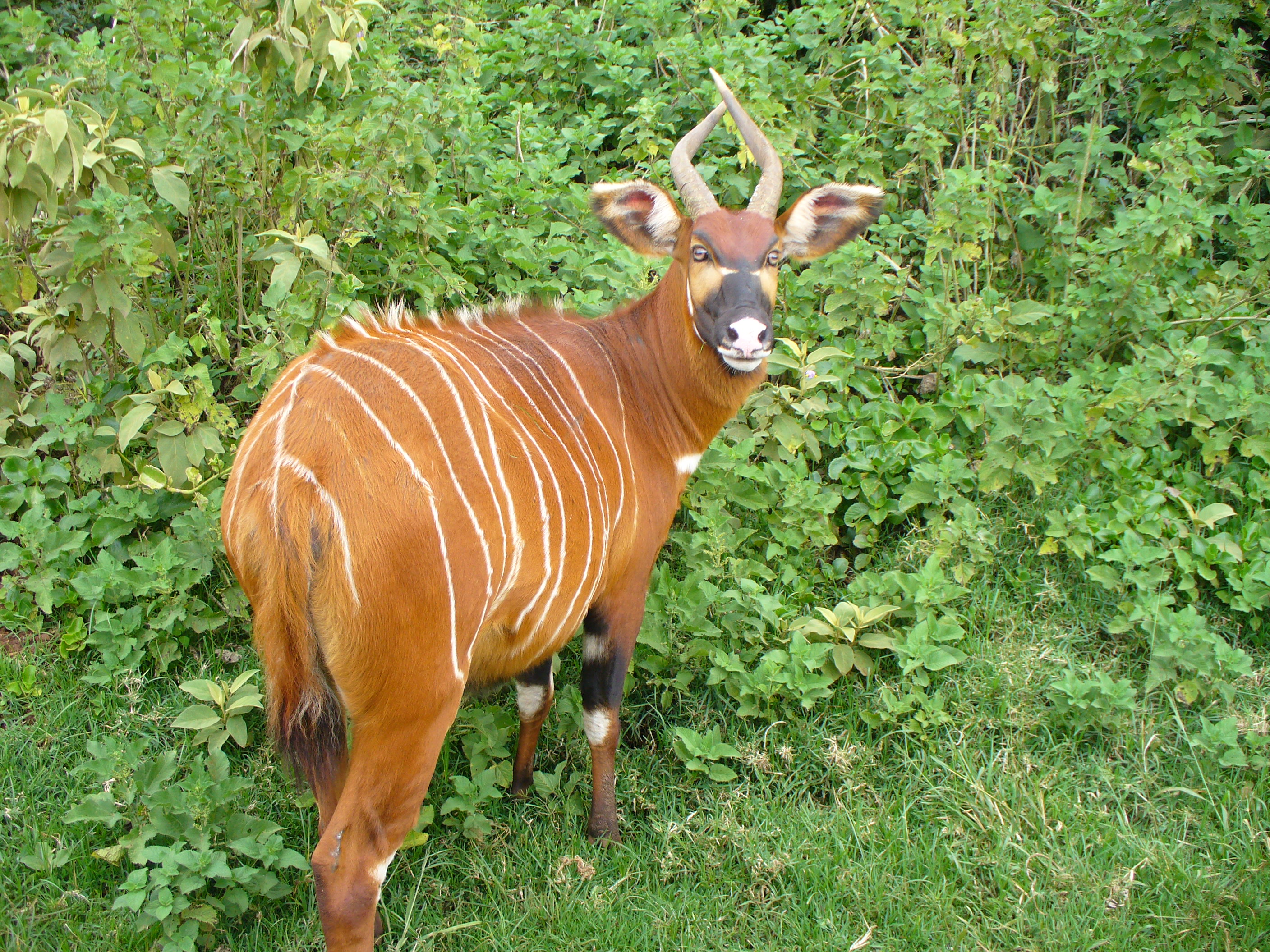
Aquesta femella bongo oriental presenta els seus quarts posteriors mentre mira per sobre de la seva espatlla per comprovar si hi ha amenaces a l'Àrea de Conservació de Fauna Salvatge Mont Kenya

## Organització i comportament social
Igual que altres ungulats forestals, els bongos poques vegades es veuen en grups grans. Els mascles, anomenats toros, tendeixen a ser solitaris, mentre que les femelles joves viuen en grups de sis a vuit. Els bongos poques vegades s'han vist en ramats de més de 20. La gestació és d'uns 285 dies (9,5 mesos), amb un jove per naixement i el deslletament té lloc als sis mesos. La maduresa sexual s'aconsegueix en 24–27 mesos. L'hàbitat preferit d'aquesta espècie és tan dens i difícil d'operar, que pocs europeus o nord-americans van observar aquesta espècie fins als anys seixanta. A mesura que els mascles joves maduren i abandonen els seus grups materns, sovint romanen solitaris, encara que poques vegades s'uneixen a un mascle més vell. Els mascles adults de grandària i edat similars solen evitar-se mútuament. De tant en tant, es troben i es reparteixen amb les seves banyes de manera ritualitzada i és rar que es produeixin lluites greus. No obstant això, aquestes lluites solen aturar-se després de desafiaments visuals, en els quals els mascles aixequen el coll, giren els ulls i mantenen les seves banyes en posició vertical mentre caminen lentament cap endavant enfront de l'altre mascle. Busquen a les femelles només durant el temps d'aparellament. Quan estan amb un ramat de femelles, els mascles no els forcen ni tracten de restringir els seus moviments, com ho fan altres antílops. Encara que són majoritàriament nocturns, de vegades són actius durant el dia. No obstant això, com els cérvols, els bongos poden presentar un comportament crepuscular. Els bongos són alhora tímids i fàcilment espantats; després d'un esglai, un bongo s'allunya a una velocitat considerable, fins i tot a través d'un dens sotabosc. Una vegada que es troben cobertes, es mantenen alerta i s'enfronten a la pertorbació, però miren de tant en tant per comprovar la situació. Les parts posteriors del bongo són menys visibles que les parts anteriors i, des d'aquesta posició, l'animal pot fugir ràpidament.
Quan està en perill, el bongo bela una mica. Utilitza un nombre limitat de vocalitzacions, principalment grunyits i bufats; les femelles tenen una petita crida de contacte per als seus joves. Les femelles prefereixen utilitzar les terres de cria tradicionals restringides a determinades zones, mentre que els vedells nounats es troben amagats durant una setmana o més, rebent visites curtes per part de la mare per alletar-los.
Els vedells creixen ràpidament i poden acompanyar aviat les seves mares en els ramats de cries. Les seves banyes creixen ràpidament i comencen a mostrar-se en 3,5 mesos. Es deslleten després de sis mesos i arriben a la maduresa sexual al voltant dels 20 mesos.

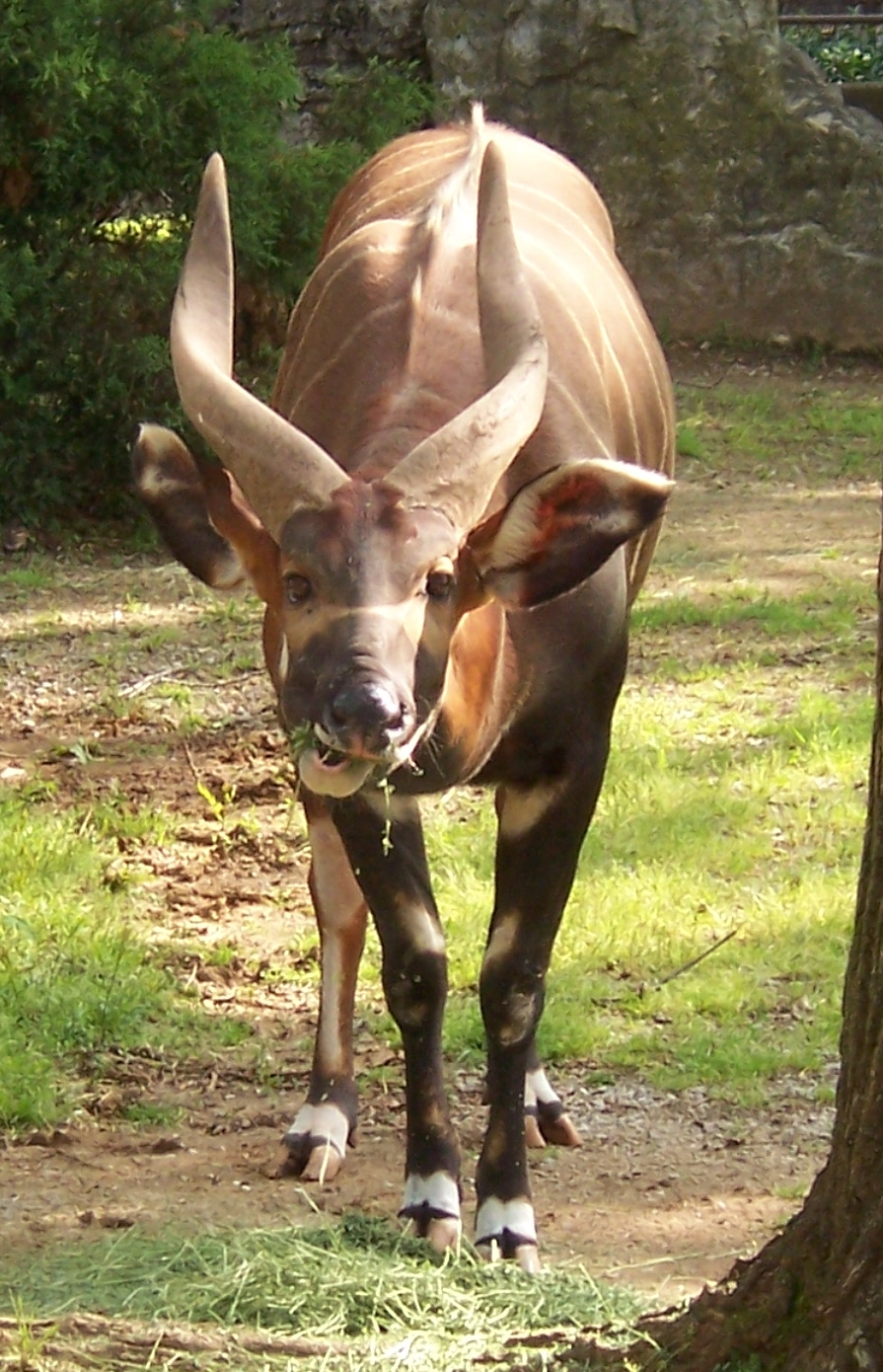
Un bongo masculí menjant herba al zoològic de Louisville

## Dieta
Igual que molts ungulats forestals, els bongos són buscadors herbívors i s'alimenten de fulles, arbusts, vinyes, escorces i medul·les d'arbres en descomposició, herbes, gespa, arrels, cereals i fruites. Els bongos necessiten sal a les seves dietes, i se sap que visiten regularment les salines naturals. L'examen dels excrements de bongo va revelar que es consumia carbó vegetal d'arbres cremats per llamps. Es creu que aquest comportament és un mitjà per aconseguir sals i minerals a les dietes. Aquest comportament també s'ha informat a l'okapi. Una altra similitud amb els okapis, encara que els bongo no estan relacionats, és que el bongo té una llengua prènsil llarga que utilitza per agafar herbes i fulles.

## Població i conservació
Hi ha poques estimacions de densitat de població disponibles. Assumint densitats de població mitjana de 0,25 animals per km² en regions on és conegut com a comú o abundant, i 0,02 per km² en una altra part, i amb una superfície total d'ocupació de 327.000 km², es suggereix una població estimada al voltant de 28.000. Només al voltant del 60% es troben a les zones protegides, la qual cosa suggereix que el nombre real de la subespècie de les terres baixes només pot estar a les desenes de milers baixos.

### Bongo oriental

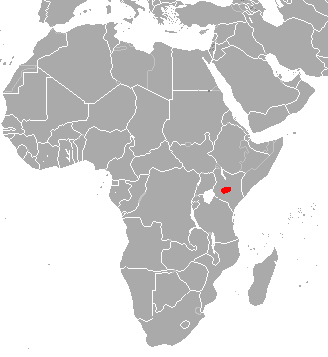
Distribució espacial de la població en llibertat de la subespècie Bongo de Terres Altes o Bongo Oriental

Estatus de la subespècie T. e. isaaci

A Kenya, el seu nombre ha disminuït significativament i a Mont Kenya, es van extirpar durant la darrera dècada a causa de la caça il·legal amb gossos. Encara que falta informació sobre la seva situació a la natura, els bongos de terres baixes actualment no es consideren en perill d'extinció.
El parc nacional i la reserva forestal d'Aberdare és la fortalesa dels bongos a Kenya, amb una població estimada de 50 individus (dades de 2012). El bosc de Mau West té aproximadament 30 animals, el bosc de Mount Kenya aproximadament a 15, i el bosc de Mau Eburru, 9. També hi ha un altre ramat de 68 bongos en un centre de semi-captivitat al vessant del mont Kenya. El parc nacional d'Aberdare ha marcat el bongo de muntanya com a emblema del parc. També és una espècie insígnia per a la conservació dels boscos indígenes. Cal una iniciativa important per accelerar el programa de vigilància i reforçar les mesures de seguretat als ecosistemes forestals de Kenya. Es va desenvolupar un projecte d'estratègia nacional de conservació i gestió i amb llançament oficial previst durant el 2012.
Els bongos són susceptibles a malalties com la pesta bovina, que gairebé van exterminar l'espècie durant la dècada de 1890. Tragelaphus eurycerus pot patir de goll. Durant el transcurs de la malaltia, les glàndules tiroides s'amplien molt (fins a 10 x 20 cm) i poden arribar a ser poliquístiques. La patogènia del goll al bongo pot reflectir una barreja de predisposició genètica juntament amb factors ambientals, incloent un període d'exposició a un factor desencadenant. Els lleopards i les hienes tacades són els principals depredadors naturals dels Bongos (els lleons rarament se'ls troben a causa de les preferències d'hàbitat diferents); els pitons de vegades mengen vedells. Els éssers humans els manegen per les seves pells, banyes i carn, sent l'espècie una font local comuna per a la «carn de bosc». Les poblacions de bongo han estat molt reduïdes per la caça, la caça furtiva i la captura d'animals, tot i que existeixen alguns refugis de bongo.
Tot i que els bongos són bastant fàcils per als éssers humans de capturar amb trampes, moltes persones natives de l'hàbitat dels bongos creien que si menjaven o toquessin un bongo, tindrien espasmes similars als atacs epilèptics. A causa d'aquesta superstició, els bongos van resultar menys danyats en els seus hàbitats natius del que s'esperava. No obstant això, es diu que aquests tabús ja no existeixen, cosa que pot suposar un augment de la caça per part dels humans en els últims temps.

### Programes de Zoològics
Es manté un cens internacional per ajudar a gestionar els animals en captivitat. A causa del seu color brillant, és molt popular en zoològics i col·leccions privades. A Amèrica del Nord, es creu que hi ha més de 400 individus, una població que probablement excedeixi la del bongo de muntanya a la natura. L'any 2000, l'Associació de Zoològics i Aquaris (AZA) va actualitzar el bongo com a participant del Pla de Supervivència d'Espècies, que treballa per millorar la diversitat genètica de les poblacions animals gestionades. La població objectiu dels zoològics participants i de les col·leccions privades a Amèrica del Nord és de 250 animals. Mitjançant l'esforç dels zoològics a Amèrica del Nord, s'està desenvolupant una reintroducció a la població de Kenya. Ja s'ha realitzat almenys un esforç de col·laboració per a la reintroducció entre els equipaments de vida silvestre nord-americans. El 2004, 18 bongos orientals nascuts en zoològics nord-americans es van reunir a White Oak Conservation a Yulee, Florida, per sortir a Kenya. Els membres del personal de White Oak van viatjar amb els bongos a una Instal·lació de suport en Mont Kenya, on van romandre fins a ser reintroduïts.

### Conservació
L'any 2000, l'Associació de zoològics i aquaris dels Estats Units (AZA) va incorporar el bongo com a participant a un Pla de Supervivència d'Espècies i el 2006 va afegir la restauració del Bongo al projecte Mount Kenya a la seva llista de les deu millors històries d'èxit de la conservació de la vida salvatge de l'any. No obstant això, al 2013 sembla que aquests èxits s'han negat amb informes que possiblement només sobrevivien 100 bongos de muntanya a la natura a causa de la tala i la caça.
En les últimes dècades, s'ha produït un ràpid descens en el nombre de bongo de muntanya salvatge a causa de la caça furtiva i la pressió humana sobre el seu hàbitat, amb informes locals d'extinció a les muntanyes de Cherangani i Chepalungu, Kenya. El Programa de Vigilància de Bongo, que treballa al costat del Servei de Vida Silvestre de Kenya, ha enregistrat fotografies de bongos en dipòsits de sal remots en els boscos d'Aberdare utilitzant foto-trampeig i, analitzant l'ADN extret del fem, han confirmat la presència de bongo a la Muntanya Kenya, Eburru i Boscos de Mau. El programa calcula que només quedaven 140 animals a la natura, repartits per quatre poblacions aïllades. Mentre que els programes de cria en captivitat es poden considerar que han aconseguit la supervivència d'aquesta espècie a Europa i Amèrica del Nord, la situació a la natura ha estat menys prometedora. Existeixen proves de bongo que sobreviu a Kenya. No obstant això, es creu que aquestes poblacions són petites, fragmentades i vulnerables a l'extinció.
Les poblacions animals amb diversitat genètica empobrida són inherentment menys capaces d'adaptar-se als canvis en el seu entorn (com el canvi climàtic, els brots de malalties, el canvi d'hàbitat, etc.). L'aïllament de les quatre petites poblacions restants de bongo, que semblen estar en declivi, significa que es perd una quantitat substancial de material genètic a cada generació. Mentre que la població es manté petita, l'impacte de les transferències serà més gran, de manera que l'establiment d'un "pla de gestió de metapoblació" ocorre simultàniament amb iniciatives de conservació per augmentar el creixement de la població in situ, i aquesta iniciativa és urgent i fonamental per a la supervivència futura de les muntanyes. bongo a la natura.

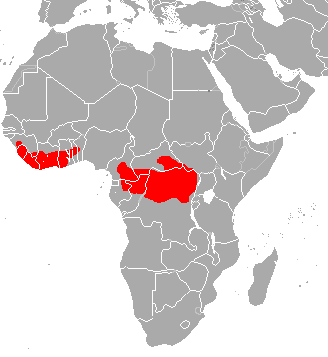
Distribució de la població de la subespècie Bongo de terres baixes o Bongo occidental

### Bongo occidental
El bongo de les terres baixes o occidental s'enfronta a un descens demogràfic continuat a mesura que la destrucció de l'hàbitat i les pressions de caça augmenten amb l'expansió implacable de l'assentament humà. La seva supervivència a llarg termini només estarà assegurada en àrees que reben protecció i gestió activa. Actualment, aquestes àrees constitueixen uns 30.000 km², i diversos són en països on l'estabilitat política és fràgil. Per tant, existeix una possibilitat realista en què el seu estatus podria disminuir a Amenaçat en un futur pròxim.
Com l'antílop forestal més gran i espectacular, el bongo occidental és una important espècie insígnia per a àrees protegides, com els parcs nacionals, i una de les principals espècies-trofeu que els caçadors per esport van prendre cada vegada més a Àfrica central durant els anys noranta. Aquests dos factors són forts incentius per proporcionar una protecció i una gestió eficaç de les poblacions.

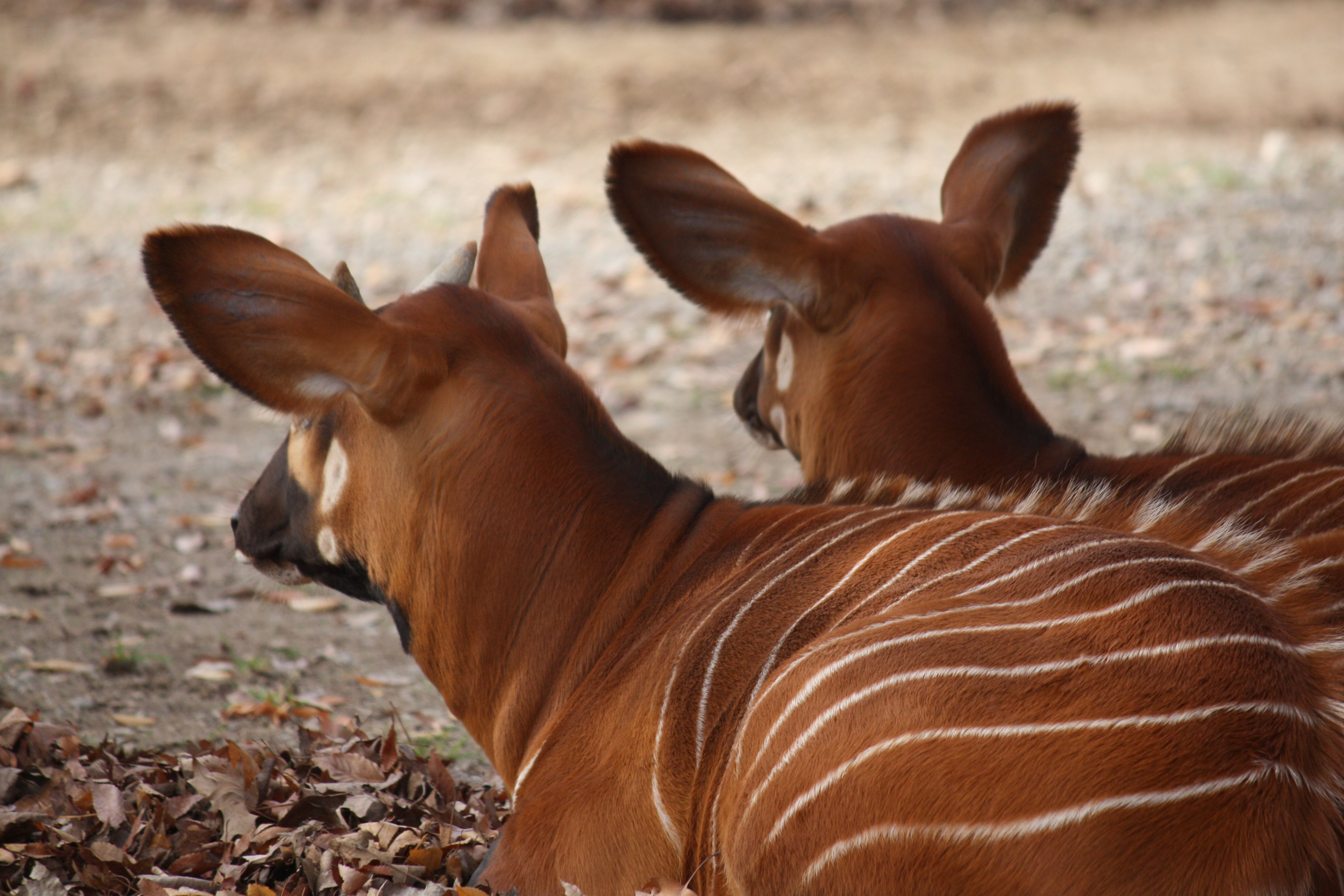
Parella de bongos orientals Tragelaphus eurycerus isaaci joves -fixeu-vos en les banyes- al Zoo de Louisville, Kentucky

La caça de trofeus té el potencial de proporcionar una justificació econòmica per a la preservació de zones més grans d'hàbitats de bongo que els parcs nacionals, especialment a regions remotes d'Àfrica central, on les possibilitats d'un turisme d'èxit comercial són molt limitades.
La supervivència del bongo oriental / de muntanya depèn de la protecció més efectiva de les poblacions romanents supervivents a Kenya. Si això no succeeix, acabarà extingint-se a la natura. L'existència d'una població captiva sana d'aquesta subespècie ofereix el potencial per a la seva reintroducció.

### Grups que donen suport a la conservació de bongo a Kenya
El 2004, la doctora Jake Veasey, cap del departament de gestió i conservació d'animals de Woburn Safari Park i membre de l'Associació Europea de Zoos i Aquaris del Grup Assessor de Gestió de Població, amb l'assistència de Lindsay Banks, va assumir la responsabilitat de gestió i coordinació del Programa Europeu d'Espècies Amenaçades per al bongo oriental. Això inclou uns 250 animals a Europa i l'Orient Mitjà. Juntament amb la girafa de Rothschild, el bongo oriental és, sens dubte, un dels grans mamífers més amenaçats a Àfrica, amb estimacions recents de menys de 140 animals, per sota d'una població viable mínima sostenible. La situació es veu agreujada perquè aquests animals es troben repartits per quatre poblacions aïllades. Mentre que el programa d'espècies amenaçades de bongo es pot considerar que ha aconseguit la supervivència d'aquesta espècie a Europa, encara no s'ha implicat activament en la conservació d'aquesta espècie a la natura de manera coordinada. El pla és dedicar-se a activitats de conservació a Kenya per ajudar a invertir la disminució de les poblacions de bongo orientals i la diversitat genètica a Àfrica, i en particular aplicar experiència en gestió de població per ajudar a assegurar la persistència de la diversitat genètica en les poblacions silvestres de lliure desplaçament.
Per il·lustrar la importància de la pèrdua de la diversitat genètica, suposeu que la mida mitjana de la metapoblació és de 35 animals basats en 140 animals repartits per quatre poblacions (140/4 = 35). Assumint poblacions estables, aquestes poblacions perdran el 8% de la seva diversitat genètica cada dècada. Mitjançant la gestió de les quatre poblacions com si fossin una, a través de transferències estratègiques, la pèrdua de gens es redueix del 8% al 2% per dècada, sense cap augment del nombre de bongo a Kenya. Mitjançant la gestió de les poblacions europees i africanes com si fossin una - mitjançant exportacions estratègiques d'Europa combinades amb transferències in situ, la pèrdua de gens es redueix a un 0,72% cada 100 anys, ambdues resten estables. Si es permet que les poblacions de Kenya creixin a través de la implementació d'una conservació efectiva, incloses les transferències estratègiques, la pèrdua de gens pot quedar efectivament aturada en aquesta espècie i el seu futur segur a la natura.

## Fisiologia
- maduresa sexual: 20 mesos
- gestació: 9 mesos i mig
- cries per ventrada: 1
- longevitat 
  - en llibertat: 17 anys de mitjana
  - en captivitat: 19 anys de mitjana